# Khoznavar
Khoznavar (en arménien Խոզնավար) est une communauté rurale du marz de Syunik en Arménie. En 2008, elle compte 413 habitants.